# فيانويفا دي لا رينا
بلدية فيانويفا دي لا رينا (بالإسبانية: Villanueva de la Reina) هي بلدية تقع في مقاطعة خاين التابعة لمنطقة أندلوسيا جنوب إسبانيا.

## الديموغرافيا
بلغ عدد سكان بلدية فيانويفا دي لا رينا 3.334 نسمة عام 2011 (وفقاً للمعهد الوطني الإسباني للإحصاء).
| 3.301 | 3.322 | 3.304 | 3.352 | 3.385 | 3.435 | 3.334 |